# Barnas
Barnas település Franciaországban, Ardèche megyében. Lakosainak száma 207 fő (2022. január 1.). Barnas Mayres, Mazan-l'Abbaye, Montpezat-sous-Bauzon, Le Roux, La Souche és Thueyts községekkel határos.

## Népesség
A település népességének változása:
| Lakosok száma | 307  | 206  | 214  | 220  | 209  | 206  | 207  | 206  | 206  | 207  |
|               | 1968 | 1982 | 1990 | 2006 | 2013 | 2015 | 2017 | 2019 | 2020 | 2022 |